# Kinzua
Kinzua az Amerikai Egyesült Államok északnyugati részén, Oregon állam Wheeler megyéjében elhelyezkedő kísértetváros.
A Pennsylvania állambeli Kinzua Townshipről elnevezett egykori gyárvárost Edward D. Wetmore alapította a Kinzua Pine Mills Company 330 dolgozójának elszállásolására.
1929-től a faanyagot vasúton szállították Condonig, ahol a leágazás az Arlington felé haladó fővonalba csatlakozott. A Kinzua & Southern Railroad 1952-ben a személy- és postai szállításhoz sínautóbuszokat használt. A vonal 1972-ben szűnt meg.
1965-ben a településen 125 lakóház, valamint közösségi ház, templom, könyvtár és golfpálya volt. A fűrészüzem 1979-es bezárásakor a golfpályát kivéve minden épületet lebontottak, és helyükre fenyőket ültettek.

## Fordítás
- Ez a szócikk részben vagy egészben  a   Kinzua, Oregon című angol Wikipédia-szócikk ezen változatának fordításán alapul.  Az eredeti cikk szerkesztőit annak laptörténete sorolja fel. Ez a jelzés csupán a megfogalmazás eredetét és a szerzői jogokat jelzi, nem szolgál a cikkben szereplő információk forrásmegjelöléseként.